# بورتولانو (سيوداد ريال)
بلدية بورتولانو (بالإسبانية: Puertollano)‏، هي إحدى بلديات مقاطعة سيوداد ريال إحدى مقاطعات إسبانيا، والتي تقع في منطقة قشتالة لا منتشا وسط إسبانيا.
يبلغ عدد سكانها 50.838 نسمة وفقاً لإحصائية سنة (2007).

## أعلام
- خوسيه لوبيز مايسو
- خوسيه أنطونيو كوليبراس
- كارلوس زاراتي فرنانديز
- أنخيل فرنانديز
- ألفريدو غالان